# Sofia Ledarp
Sofia Marianne Ledarp (Hägersten, 8 de abril de 1974) é uma atriz sueca. Ela recebeu o prêmio Guldbagge por seu papel como Lena no filme Den man älskar de 2007.

## Filmografia parcial
- 2004 - Om Stig Petrés hemlighet (TV)
- 2005 - Medicinmannen (TV)
- 2006 - Varannan vecka
- 2008 - Häxdansen (TV)
- 2008 - Oskyldigt dömd (TV)
- 2008 - Vi hade i alla fall tur med vädret – igen
- 2009 - The Girl with the Dragon Tattoo
- 2009 - Guds tre flickor
- 2009 - The Girl Who Played with Fire
- 2009 - The Girl Who Kicked the Hornets' Nest
- 2011 - Försvunnen
- 2012 - Hinsehäxan (TV)
- 2012 - Cockpit
- 2013 - Fröken Frimans krig (TV)
- 2014 - Blå Ögon (TV)
- 2015 - Glada hälsningar från Missångerträsk
- 2015 - Fröken Frimans krig (TV)